# Konstantin Travin
Konstantin Ivanovitsj Travin (Russisch: Константин Иванович Травин) (Tambov, 1 mei 1905 - Moskou, 1 januari 1988) was een basketbalspeler en coach van het basketbalteam van de Sovjet-Unie.

## Carrière
Travin begon in 1923 bij Dinamo Moskou. Met Dinamo werd Travin twee keer landskampioen van de Sovjet-Unie in 1928 en 1935. Hij werd tweede in 1934. Tussen 1927 en 1936 speelde hij voor Dinamo Leningrad. In 1935 ging Travin spelen voor Lokomotiv Moskou. Met Lokomotiv werd Travin één keer landskampioen van de Sovjet-Unie in 1939. Hij werd tweede in 1938 en derde in 1940 en 1944. In 1948 stopte Travin met basketballen. Hij studeerde af aan het Instituut voor Cinematografie. Kreeg de onderscheiding Meester in de sport van de Sovjet-Unie en Geëerd Coach van de Sovjet-Unie. Ook heeft hij Militaire onderscheidingen gekregen waaronder de Orde van de Volkerenvriendschap, Ereteken van de Sovjet-Unie en Orde van de Vaderlandse Oorlog.
Na het beëindigen van zijn carrière werd Travin coach. Als hoofdcoach van het damesteam van de Sovjet-Unie won hij de gouden medaille op het Europees Kampioenschap in 1950 en 1952. In 1952 werd Travin hoofdcoach van het herenteam van de Sovjet-Unie. Hij won een gouden medaille op het Europees Kampioenschap in 1953 en de bronzen medaille in 1955.
Travin was ook coach van MBK Dinamo Moskou, Lokomotiv Moskou en VVS MVO Moskou. In 1952 werd Travin landskampioen van de Sovjet-Unie met VVS MVO Moskou.
Aleksandr Travin is de zoon van Konstantin Travin, die een basketbalspeler en basketbalcoach was van het nationale team van de Sovjet-Unie.

## Erelijst
- Landskampioen Sovjet-Unie: 3
  - Winnaar: 1928, 1935, 1939
  - Tweede: 1934, 1938
  - Derde: 1940, 1944